# 頓涅茨基
48°42′0″N 38°40′23″E / 48.70000°N 38.67306°E

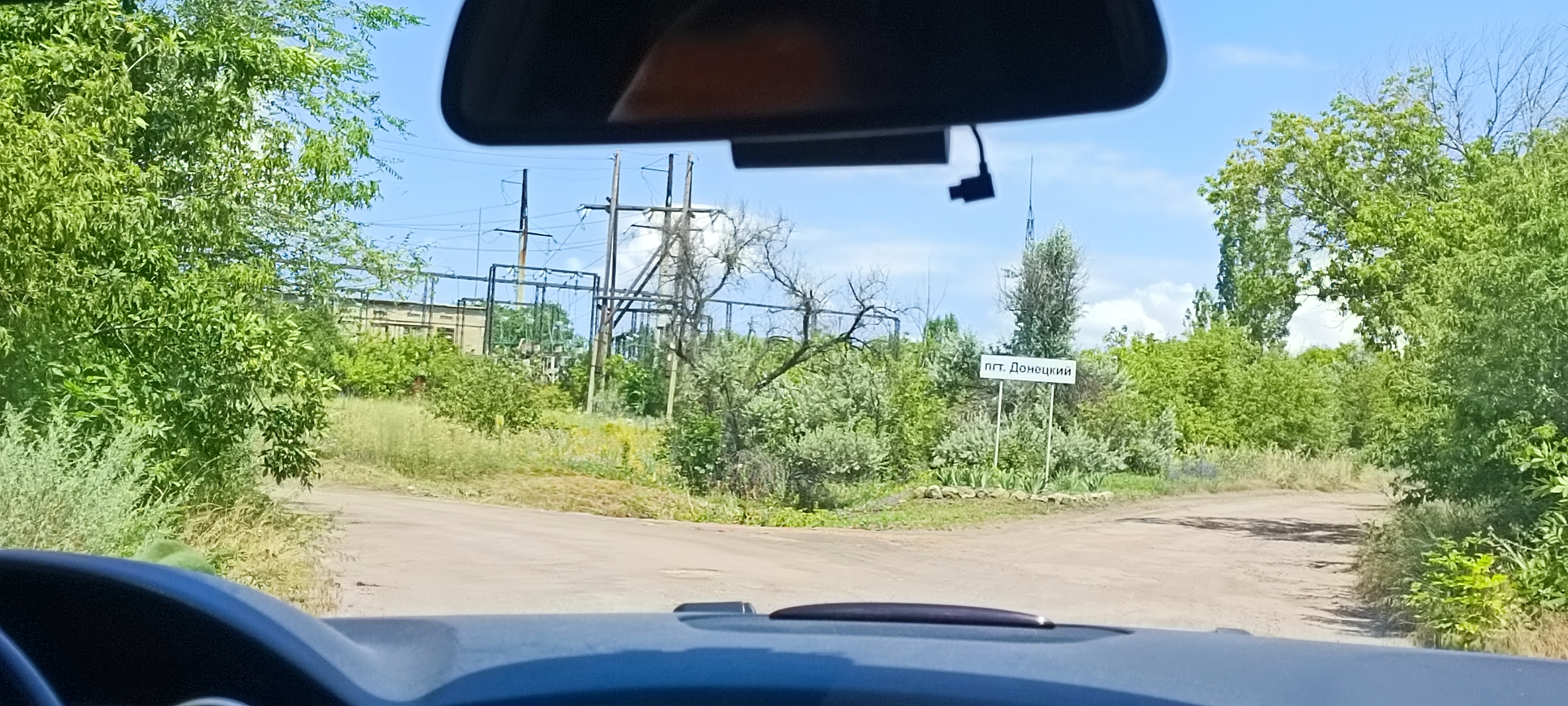
路牌

頓涅茨基（羅馬化：Donets'kyy）是位於烏克蘭東部的市級鎮，由盧甘斯克州阿爾切夫斯克區的卡季伊夫卡市鎮負責管轄。該鎮處於盧漢河畔，始建於1904年，面積5.35平方公里，2011年人口3,783，人口密度每平方公里707.1人。